# Зајечарски бастиони
Зајечарски бастиони представљају систем од осам јединствених фортификацијских војних објеката, деташираних бастиона, на ободима котлине у којој се налази Зајечар. Бастиони, утврђења односно казамати или форови како се такође називају, изграђени су у циљу одбране од очекиваних османских похода на Србију са Бугарске територије коју су Турци у то време освојили, као и заштиту природних путева који воде даље у унутрашњост Србије. Грађени су током друге половине 19. века, настављајући се на војну праксу изградње одбрамбених објеката још од времена Првог Српског Устанка за ослобођење Србије од Турака.

## Историја
Непосредно након ослобођења Источне Србије од Турака 1807. године, Хајдук Вељко је са другим војводама по налогу Карађорђа приступио утврђењу постојећих и градњи нових шанчева, палисада дуж корита реке Тимок, ради одбране од евентуалних напада Турака из правца Видина и Бугарске. Утврђених војних шанаца, палисада је било дуж обала Тимока, у Вратарници, код ушћа Грлишке реке у Тимок, код Вражогрнца, у самом Зајечару, на северу према Неготину и по дубини територије Србије. Добро утврђени шанчеви са грудобранима, стражарницама и земуницама за оружје, муницију и устанике за оно време су били значајна војна утврђења. Шанчеви су изграђени, успостављене су војне посаде које су одолевале нападима Турака све до јачих и масовнијих напада турске војске током лета 1813. године. Погибијом у Неготину Хајдук Вељка, и касније сломом Првог српског устанка ујесен исте године шанчеви су убрзо затим и напуштени.
По завршетку руско турског рата и склапања Једренског мира 1829. године, објављивањем Султанових Хатишерифа 1830. године, чиме је успостављена аутономије Србије и све до коначног ослобођења од Турске и припајања пет нахија Тимочке Крајине Србији односно Хатишерифа 1833. године шанчеви су обнављани и одржавани.
Након ослобођења, како је Хатишерифом прописано а како и није више постојала потреба, неки од шанчева као и онај у центру Зајечару су по налогу Милоша Обреновића порушени уз пуно одобравање мештана.
Због све затегнутијих односа Србије и Турске већ почев од 1861. године постајала је све видљивија потреба да се поново према границама са Турском ојачају одбрамбене активности и успоставе фортификацијски објекти али и ојача војска у унутрашњости. Тако да је већ у периоду 1853-1855. године на позив Државног савета Кнежевине Србије у Србију дошао из Француске инжењеријски капетан Иполит Флорентин Монден, који је обилазио пограничне крајеве и помагао у припреми војних планова за одбрану. Већ од 1861. године, када је по други пут Монден дошао у Србију, унапређен је у чин пуковника, постављен је за начелника Главне војне управе која је убрзо прерасла у Министарство војно 1862. године а водио је успешно министарство до 1865. године.
У овом периоду започето је обнављање Зајечарских утврђења, редута који су у ствари зачетак касније изградње Зајечарских бастиона који су грађени почев од 1862. године па све до пред почетак Балканских ратова 1912-1913. године.
Према писању Феликса Каница нови зајечарски појас форова обезбеђивао је прелаз преко Тимока. Године 1897. било је 8 земљаних форова, од којих су 3 била озидана, и то 2 на источном и 6 на западним висовима, а са њих ватром је могао да се контролишу и књажевачки пут и будућа нишка железничка пруга.
Изградња Зајечарских бастиона је трајала неколико деценија, али писаних података је веома мало. Исто тако није забележено да је правцу ових утвђења било значајнијих напада турске а ни бугарске војске након Балканских ратова, као и у Првом светском рату 1914 - 1918. године.
После Другог светског рата бастиони су само повремено коришћени за потребе војске.

### Утврђење на источној Краљевици
Утврђење на источној Краљевици које је познато и под називом Источна тврђава, налази се на 198 мнв, део је јужне одбране Зајечара и уз утврђење на Влашком брду, спада у најмања утврђења у зајечарској околини. Подигнуто је 1893. године, посвећено је Танаску Рајићу, јунаку битке код Љубића из 1813. године, из времена Другог српског устанка. Са утврђењем на Парајанкули и утврђењем Александар на западној Краљевици, имало је комуникацију заставама и другим сигналима, имало је сопствено водоснабдевање из бунара и са оближње чесме Краља Александра.

### Утврђење на Парајанкули
Утврђење на Парајанкули налази се на надморској висини од 312 метара. Имало је сврху да у садејству са утврђењима на источној и западној Краљевици штити јужни и западни прилаз Зајечару. Изградња утвђења приведена је крају 1893. године, када га је посетио краљ Александар Први Обреновић, приликом своје посете Грљану.
Комбинованог је артиљеријско-пешадијског типа, имало је земљани грудобран испред зидина ради заштите и имало је земљана постоља за топове и унутар и изван утврђења за хаубице. Комуникацију заставама и другим сигналима је одржавао са утврђењима на западној и источној Краљевици.

### Утврђење Александар Први на западној Краљевици
Утврђење је подигнуто 1893 године, налази се на 250 мнв, посвећено је Краљу Александру Првом. Комбинованог је артиљеријско-пешадијског типа, улога му је била да у садејству са утврђењем на источној Краљевици штити Зајечар са јужне стране. У непосредној близини је била војна чесма за снабдевање водом за пиће. Уз утврђења на Коиловој чуки и Забели/Шондолову спадао је за то време у најмонументалније војне објекте у источној Србији.

### Утврђење на Забели/ Шонтолову
Налази се источно од Зајечара на око 7-8 км према Српско-Бугарској држаној граници односно путем према прелазу Вршка Чука на око 330 мнв. Утврђење је посвећено јунаку из Првог српског устанка Стевану Синђелићу. Подигнуто је на месту где су се водиле борбе у Првом српском устанку и српско-турском рату 1876. године.

### Утврђење на Пландишту
Утврђење на Пландишту се налази у близини села Велики Извор, источно од села око 2-3 км на надморској висини од 300 мнв и чинило је источно крило одбране Зајечара заједно са утврђењем на Забели/Шонтолову. Посвећено је Хајдук Вељку Петровићу, јунаку из Првог српског устанка.

### Утврђење на Влашком брду
Утврђење на Влашком брду се налази северно од Зајечара у близини пута, на око 1,5 км поред пута, Зајечар-Бор преко Николичева на надморској висини од око 250 мнв. Ово утврђење је служило као извидница, осталим утврђењима у залеђу у северном систему одбране Зајечара. Настало је на месту, на којем је у Првом српском устанку и касније у српско-турском рату, био Влашки шанац. Утврђење је артиљеријског типа.

### Утврђење „Мијајло Илић“/„Краљица Наталија“ на Коиловој чуки
У систему одбрамбеним војних објеката у источној Србији XИX века имао је улогу штабног бастиона, налази се у атару села Николичево на висини од 316 мнв, на брду Коилово над самом Николичевском бањом. Утврђење на Коиловој чуки освећено је 1892. године, издваја се по свом пространству и унутрашњој уређености, комбинованог је типа (имао је бунарско снабдевање водом, чесму у близини, сауну, бастионе и казамате за пешадију и артиљерију). Посвећен је Михаилу Илићу (ђенералштабни мајор Илић), српском јунаку из српско-турског рата 1876. године који је погинуо на планини Јавор (то место је названо "Илићев Крш"). Бастион је у народу познат и под називом тврђава „Краљица Наталија“, коју је покровитељ изградње свих зајечарских утврђења, Александар Први Обреновић, посветио својој мајци Краљици Наталији Обреновић.

### Утврђење на Краварнику
Утврђење на Краварнику је једно од најмлађих у систему зајечарских бастиона. У изградњи овог утврђења, према предању и доступној литератури, запажену улогу имали су звездански зидари и клесари, пошто је утврђење зидано сиво-плавичастим андензитом из Ђуле – са обода Звездана и зеленкастим дацитом из „римских“ мајдана на Магури. Утврђење на Краварнику имало је визуелну комуникацију са утврђењем на Коиловој чуки код Николичевске бање.
Као војни објекти Зајечарски бастиони већ дуго нису у употреби, сада припадају држави, која је пробала да прода један од објеката на лицитацији, али је купац касније одустао па се процењује да као културно-историјски споменици могу бити права туристичка атракција од које цео град може да има користи.
Планинарско смучарско друштво Драган Радосављевић из Зајечара је већ неколико година иницијатор и организатор очувања и презентације ових културно историјских објеката организовањем спортско туристичких акција од којих је најпознатија Тимочки маратон за спас зајечарских бастиона.

## Галерија
- Зајечарски бастиони
- Зајечарски бастиони - Источна тврђава - казамат
- Зајечарски бастиони - Источна тврђава - спољни бедем
- Зајечарски бастиони - Источна тврђава - казамати
- Зајечарски бастиони - Источна тврђава - поглед на казамате
- Зајечарски бастиони - Источна тврђава - улазна капија
- Зајечарски бастиони - Западна тврђава - поглед у унутрашњост бастиона
- Зајечарски бастиони - Западна тврђава - улазна капија
- Зајечарски бастиони - Парајанкул - улаз у бастион
- Зајечарски бастиони - Парајанкул - поглед на унутрашњост
- Зајечарски бастиони - Парајанкул - поглед споља на бастион
- Зајечарски бастиони - Парајанкул - поглед споља
- Зајечарски бастиони - Парајанкул - улазна капија
- Зајечарски бастиони - Коилова чука - табла изнад улаза у казамат
- Зајечарски бастиони - Коилова чука - улаз у казамат
- Зајечарски бастиони - Коилова чука - унутрашњост
- Зајечарски бастиони - Коилова чука - спољне зидине
- Зајечарски бастиони - Коилова чука - улазна капија